# Raptors 905
Raptors 905 es el nombre de un equipo de la liga de desarrollo de la NBA (NBA G League), establecido en Mississauga, Ontario. Su equipo de la NBA afiliado son los Toronto Raptors. 

## Historia
El que fuera entonces gerente general de los Toronto Raptors, Bryan Colangelo, manifestó en 2008 que estaban considerando crear un equipo afiliado en la NBA D-League para los Raptors. Pero no fue hasta abril de 2015 cuando el relevo de Colangelo, Masai Ujiri, anunciara la creación del equipo.
El 20 de diciembre de 2016 batrieron el récord de asistencia a un partido de la NBA D-League en el Air Canada Centre, recinto habitual de los Toronto Raptors, con 15.011 aficionados.El récord anterior estaba en poder de los Oklahoma City Blue, que llevaron a 12.727 en un partido disputado en el Chesapeake Energy Arena, la sede de los Oklahoma City Thunder.

## Trayectoria
| Raptors 905       |                   |                   |     |     |      | |
| 2015–16           | Atlantic          | 5.º               | 23  | 27  | .460 | |
| 2016–17           | Central           | 1.º               | 39  | 11  | .780 | Gana 1.ª ronda (Canton) 2–0 Gana Semifinales (Maine) 2–0 Gana Finales (Rio Grande) 2–1                                                   |
| 2017–18           | Atlantic          | 2.º               | 31  | 19  | .620 | Gana 1.ª ronda (Grand Rapids) 92–88 Gana Semifinal Conf. (Westchester) 92–80 Gana Final Conf. (Erie) 118–106 Pierde Finales (Austin) 0–2 |
| 2018–19           | Atlantic          | 3.º               | 29  | 21  | .580 | Gana 1.ª ronda (Grand Rapids) 91–90 Pierde Semifinal Conf. (Long Island) 99–112                                                          |
| 2019–20           | Atlantic          | 3.º               | 22  | 21  | .512 | Cancelada debido a la pandemia de COVID-19                                                                                               |
| 2020–21           |                   | 1.º               | 12  | 3   | .800 | Gana Cuartos de final (Ignite) 127–102 Pierde Semifinal (Delaware ) 100–127                                                              |
| Temporada regular | Temporada regular | Temporada regular | 156 | 102 | .602 | |
| Playoff           | Playoff           | Playoff           | 11  | 5   | .688 | |